# 조이 레빈
조이 레빈(영어: Zoe Levin, 1993년 11월 24일 ~ )은 미국의 배우이다. 영화 《팔로 알토》(2013) 등에 출연했다.

## 출연 작품

### 영화
- 트러스트 (2010)
- 팔로 알토 (2013)
- The Long Home (미정)